# 60-я стрелковая дивизия (2-го формирования)
60-я стрелковая Севско-Варшавская Краснознамённая ордена Суворова дивизия — тактическое соединение Рабоче-крестьянской Красной армии в Великой Отечественной войне. Период боевых действий с 26 сентября 1941 года по 9 мая 1945 года.

## История
Дивизия создана 15 августа 1941 года путём переименования 1-й Московской стрелковой дивизии народного ополчения (Ленинского района). Входила в состав 33-й армии Резервного фронта.
26-го августа 1283-й стрелковый полк 60-й стрелковой дивизии был направлен в 24-ю армию на реку Десна, на смену 100-й стрелковой дивизии, выведенной в резерв. Остальные части остались во втором эшелоне под Спас-Деменском. 29 сентября занимала оборону на рубеже Мышково-Синьчаево, имея один полк во втором эшелоне Дарна, Болвы.
1283-му полку дивизии пришлось встретить «Тайфун» одним из первых, уже 2-го октября. Дальнейшая судьба полка неизвестна. Остальные части дивизии с 3 октября 1941 г. вели бои в окружении севернее города Спас-Деменск Калужской области. К вечеру 7 октября остатки дивизии находились юго-восточнее Юхнова, уже захваченного немцами, к западу от Калуги. Из окружения вышли некоторые тыловые части дивизии (медсанбат полностью).
В ноябре дивизия была доукомплектована остатками 303-й сд, в её состав был включён 875-й гаубичный артиллерийский полк. Дивизию перебросили к городу Серпухов для прикрытия бреши, образовавшейся после падения Калуги. В ходе упорных позиционных боёв дивизия потеряла значительную часть состава. На 14 ноября во всей дивизии оставалось лишь 470 активных штыков, в 969 артполку не было ни одного исправного орудия, а 71 отдельный противотанковый истребительный дивизион располагал лишь двумя 76 мм пушками. 21 декабря дивизия перешла в контрнаступление в направлении Малоярославца.
1 января 1942 года 60-я дивизия была выведена в Резерв Ставки. В январе 1942 г. дивизия была доукомплектована в районе Серпухова и переброшена по железной дороге в район Черни, где 4 февраля 1942 года поступила в распоряжение командующего 3-й армии Брянского фронта. С 16 февраля 1942 года дивизия вела ожесточённые бои на Кривцовском направлении. С 14 апреля по 26 июня 1942 года дивизия занимала оборону во втором эшелоне 61-й армии. С 27 июня 1942 года дивизия вновь вошла в состав 3-й армии и заняла оборону в полосе Федяшево, Бутырки, Сальница, Лунино, Революция, Михейкинский, Араны, Сучки, где оборонялась до 25 декабря 1942 года.
25 декабря 1942 года дивизия сдала боевой участок со всеми оборудованными огневыми точками и инженерными сооружениями 5-й стрелковой дивизии и вышла во второй эшелон 3-й армии в район Литвиново, Савинки, Сальница, Парахино, Богачевка.
6 февраля 1943 года 60-я дивизия сосредоточилась в районе Верховье, где перешла в распоряжение командующего 2-й танковой армии. 13 февраля части дивизии выступили по маршруту Верховье, Русский Брод, Колпна, Косоржа, Свобода, Куток и 24 февраля сосредоточились в районе г. Дмитриев-Льговский, совершив марш протяжением более 350 км в исключительно трудных условиях. Весь период марша в связи с большими снежными заносами и отсутствием дорог части дивизии были оторваны от продовольственных баз. Автотранспорт дивизии с первого дня марша отстал, артиллерию приходилось буквально выталкивать на руках.
С 26 февраля 1943 года 60-я дивизия наступала в районе Липки, Луговой, Кузнецовка, Меркуловка, обеспечивая наступление 12-й мотострелковой бригады 11-го танкового корпуса на Севск. В течение марта 1943 года, в условиях острой нехватки боеприпасов, неся большие потери, дивизия вела ожесточённые бои на территории современного Комаричского района Брянской области (Березовец, Избичня, Юпитер). В ночь на 29 марта 1943 года 60-я дивизия вышла в армейский резерв и заняла оборону по южному берегу реки Стенега.
В последующем входила в состав Белорусского и 2-го Белорусского фронтов. В августе 1943 года за успешную операцию по освобождению Севска получила почётное наименование «Севская».
В феврале 1945 г. присвоено почётное наименование «Варшавская»
По окончании Великой Отечественной войны дивизия входит в состав Группы советских войск в Германии.
В 1957 году 60-я стрелковая дивизия переформирована в 43-ю танковую дивизию.
В 1965 году 43-я танковая дивизия переименована в 60-ю танковую дивизию.
В 1970 году и в конце 1980-х входила в состав 13-го гвардейского армейского корпуса МВО и полностью именовалась как 60-я танковая Севско-Варшавская Краснознамённая ордена Суворова дивизия — дислокация г. Дзержинск.
60-я танковая дивизия 9 марта 1989 года переформирована в 5409-ю БХВТ, которую расформировали 13 февраля 1990 года.

## Полное название
60-я стрелковая Севско-Варшавская Краснознамённая, ордена Суворова дивизия

## Состав
- 1281-й стрелковый полк,
- 1283-й стрелковый полк,
- 1285-й стрелковый полк,
- 969-й артиллерийский полк,
- 71-й отдельный истребительный противотанковый дивизион,
- 468-я отдельная разведывательная рота,
- 696-й отдельный сапёрный батальон,
- 857-й отдельный батальон связи,
- 491-й медико-санитарный батальон,
- 330-я отдельная рота химической защиты,
- 327-я автотранспортная рота,
- 260-я полевая хлебопекарня,
- 180-й дивизионный ветеринарный лазарет,
- 968-я полевая почтовая станция,
- 27-я полевая касса Государственного банка[5].

- управление (г. Нижний Новгород)
- 14-й гвардейский танковый Житомирско-Шепетовский Краснознамённый, орденов Суворова и Кутузова полк (г. Дзержинск)
- 142-й танковый полк (г. Дзержинск)
- 272-й танковый полк (г. Дзержинск)
- 422-й мотострелковый орденов Суворова, Кутузова и Александра Невского полк (г. Дзержинск)
- 863-й артиллерийский Пражский ордена Александра Невского полк (г. Дзержинск)
- зенитный артиллерийский полк (г. Дзержинск)
- отдельный ракетный дивизион (г. Дзержинск)
- отдельный разведывательный батальон (г. Дзержинск)
- 696-й отдельный инженерно-сапёрный батальон (г. Дзержинск)
- 509-й отдельный батальон связи (г. Дзержинск)
- отдельный ремонтно-восстановительный батальон (г. Дзержинск)
- 491-й отдельный медицинский батальон (г. Дзержинск)
- отдельный батальон материального обеспечения (г. Дзержинск)
- отдельная рота химической защиты
- ОВКР (г. Дзержинск)[6]

## Подчинение
| Вышестоящие воинские части 60-й стрелковой дивизии (2-го формирования) в период Великой Отечественной войны | Вышестоящие воинские части 60-й стрелковой дивизии (2-го формирования) в период Великой Отечественной войны | Вышестоящие воинские части 60-й стрелковой дивизии (2-го формирования) в период Великой Отечественной войны | Вышестоящие воинские части 60-й стрелковой дивизии (2-го формирования) в период Великой Отечественной войны | Вышестоящие воинские части 60-й стрелковой дивизии (2-го формирования) в период Великой Отечественной войны |
| Дата | Фронт (округ)                                                                                               | Армия | Корпус | |
| --- | --- | --- | --- | --- |
| 01.09.1941 года                                                                                             | Резервный фронт                                                                                             | 33-я армия                                                                                                  | | |
| 01.11.1941 года                                                                                             | Западный фронт                                                                                              | 49-я армия                                                                                                  | | |
| 01.02.1942 года                                                                                             | Брянский фронт                                                                                              | | | |
| 01.03.1942 года                                                                                             | Брянский фронт                                                                                              | 3-я армия                                                                                                   | | |
| 01.05.1942 года                                                                                             | Брянский фронт                                                                                              | 61-я армия                                                                                                  | | |
| 01.07.1942 года                                                                                             | Брянский фронт                                                                                              | 3-я армия                                                                                                   | | |
| 01.03.1943 года                                                                                             | Центральный фронт                                                                                           | 2-я танковая армия                                                                                          | | |
| 01.04.1943 года                                                                                             | Центральный фронт                                                                                           | 65-я армия                                                                                                  | | |
| 01.07.1943 года                                                                                             | Центральный фронт                                                                                           | 65-я армия                                                                                                  | 27-й стрелковый корпус                                                                                      | |
| 01.10.1843 года                                                                                             | Центральный фронт                                                                                           | 65-я армия                                                                                                  | 18-й стрелковый корпус                                                                                      | |
| 01.12.1943 года                                                                                             | Центральный фронт                                                                                           | 65-я армия                                                                                                  | 27-й стрелковый корпус                                                                                      | |
| 01.03.1944 года                                                                                             | 2-й Белорусский фронт                                                                                       | 47-я армия                                                                                                  | 125-й стрелковый корпус                                                                                     | |
| 01.05.1944 года                                                                                             | 1-й Белорусский фронт                                                                                       | 47-я армия                                                                                                  | 125-й стрелковый корпус                                                                                     | |
| 01.08.1944 года                                                                                             | 1-й Белорусский фронт                                                                                       | 47-я армия                                                                                                  | | |
| 01.09.1944 года                                                                                             | 1-й Белорусский фронт                                                                                       | 47-я армия                                                                                                  | 77-й стрелковый корпус                                                                                      | |
| 01.11.1944 года                                                                                             | 1-й Белорусский фронт                                                                                       | 47-я армия                                                                                                  | 125-й стрелковый корпус                                                                                     | |

## Командование
командиры:
- 02.07.1941 — 17.07.1941 — генерал-майор Пронин Николай Нилович
- 18.07.1941 — 06.10.1941 — генерал-майор Котельников Леонид Иванович
- 16.10.1941 — 13.11.1941 — полковник Калинин Василий Иванович
- 14.11.1941 — 26.11.1941 — полковник Брилёв Никита Григорьевич
- 27.11.1941 — 07.11.1942 — полковник Зашибалов Михаил Арсентьевич
- 08.11.1942 — 27.08.1943 — полковник с 31.03.1943 генерал-майор Кляро Игнатий Викентьевич
- 29.08.1943 — 25.03.1944 — полковник Богоявленский Александр Викторович
- 29.03.1944 — 14.03.1945 — генерал-майор Чернов Виктор Георгиевич
- 15.03.1945 — 20.12.1945 — полковник Иванов Георгий Степанович
- 00.02.1946 — 00.05.1946 — полковник Мощалков Павел Иванович

начальники штаба:
- ??.11.1941 — ??.07.1942 — полковник Калачёв Василий Александрович

## Наименования и награды
- 31.08.1943 — почётное наименование «Севская» — присвоено приказом Верховного Главнокомандующего от 31 августа 1943 года за отличие в боях под Севском
- 23.07.1944 —  Орден Красного Знамени — награждена указом Президиума Верховного Совета СССР от 23 июля 1944 года за успешное выполнение заданий командования в боях с немецкими захватчиками, за освобождение города Ковеля.[8]
- 12.08.1944 —  Орден Суворова II степени — награждена указом Президиума Верховного Совета СССР от 12 августа 1944 года за образцовое выполнение заданий командования в боях с немецкими захватчиками, за овладение городами Седлец, Минск-Мазовецкий и Луков и проявленные при этом доблесть и мужество.[9]
- 19.02.1945 — почётное наименование «Варшавская» — присвоено приказом Верховного Главнокомандующего № 010 от 19 февраля 1945 года за отличие в боях при взятии Варшавы.

Награды частей дивизии:
- 1281-й стрелковый орденов Суворова[10], Кутузова[11] и Александра Невского[12] полк
- 1283-й стрелковый Померанский орденов Суворова[12] и Богдана Хмельницкого[11] полк
- 1285-й стрелковый Пражский Краснознамённый[11] ордена Суворова[10] полк
- 969-й артиллерийский Пражский ордена Александра Невского[11] полк
- 71-й отдельный истребительно-противотанковый ордена Александра Невского[13] дивизион
- 696-й отдельный сапёрный ордена Александра Невского[13] батальон
- 857-й отдельный ордена Красной Звезды[13] батальон связи

## Отличившиеся воины
Герои Советского Союза:
- Агешин, Григорий Севастьянович, красноармеец, стрелок 3-го батальона 1281-го стрелкового полка.
- Бердышев, Василий Архипович, ефрейтор, сапёр 696-го отдельного сапёрного батальона.
- Владимиров, Александр Иванович, младший сержант, командир отделения 1281-го стрелкового полка.
- Голоулин, Василий Николаевич, старший сержант, командир орудия 71-го отдельного истребительно-противотанкового дивизиона.
- Гордиенко, Пётр Павлович, сержант, командир отделения связи штабной батареи 969-го артиллерийского полка.
- Давлетов, Баян Еркеевич, лейтенант, командир взвода 1281-го стрелкового полка.
- Дмитриев, Григорий Яковлевич, младший сержант, командир отделения 696-го отдельного сапёрного батальона.
- Довженко, Виктор Михайлович, старший лейтенант, командир роты автоматчиков 1281-го стрелкового полка.
- Ермаков, Фрол Андреевич, лейтенант, командир роты 1281-го стрелкового полка.
- Ерохин, Александр Константинович, ефрейтор, командир отделения роты связи 1285-го стрелкового полка.
- Ефимов, Василий Трофимович, старший сержант, командир орудия 1285-го стрелкового полка.
- Ивлев, Гаврил Михайлович, ефрейтор, сапёр 696-го отдельного сапёрного батальона.
- Карпенко, Виктор Александрович, старший лейтенант, командир пулемётной роты 1281-го стрелкового полка.
- Кияшко, Михаил Фёдорович, красноармеец, номер орудийного расчёта 1285-го стрелкового полка.
- Козонов, Сардион Давидович, сержант, командир отделения 1281-го стрелкового полка.
- Кузьмин, Анатолий Наумович, младший сержант, наводчик орудия 1281-го стрелкового полка.
- Куликов, Василий Иванович, старший сержант, командир орудия 969-го артиллерийского полка.
- Меснянкин, Пётр Константинович, красноармеец, командир орудия батареи 45-мм пушек 1285-го стрелкового полка.
- Метяшкин, Аким Гаврилович, красноармеец, стрелок-автоматчик 1-го стрелкового батальона 1281-го стрелкового полка.
- Мордакин, Николай Иванович, сержант, командир отделения 7-й стрелковой роты 1285-го стрелкового полка.
- Мыльников, Владимир Васильевич, майор, командир 3-го дивизиона 969-го артиллерийского полка.
- Паршин, Иван Иванович, майор, командир 969-го артиллерийского полка.
- Петроченко, Василий Григорьевич, майор, командир стрелкового батальона 1283-го стрелкового полка.
- Ревуцкий, Никонор Семёнович, капитан, заместитель командира по политической части стрелкового батальона 1285-го стрелкового полка.
- Свиридов, Николай Алексеевич, сержант, командир отделения 1-й миномётной роты 1281-го стрелкового полка.
- Серков, Иван Иванович, старший лейтенант, командир 4-й стрелковой роты 1281-го стрелкового полка.
- Синицын, Никита Семёнович, старший сержант, командир стрелкового отделения 7-й стрелковой роты 1281-го стрелкового полка.
- Сосин, Владимир Петрович, лейтенант, командир взвода 1-й пулемётной роты 1281-го стрелкового полка.
- Стромкин, Леонид Леонидович, майор, командир стрелкового батальона 1285-го стрелкового полка.
- Сухов, Василий Иванович, капитан, командир стрелкового батальона 1285-го стрелкового полка.
- Тенищев, Иван Иванович, капитан, командир 1-го стрелкового батальона 1281-го стрелкового полка.
- Тимошенко, Михаил Кузьмич, сержант, командир отделения 696-го отдельного сапёрного батальона.
- Ткабладзе, Константин Евстафьевич, младший лейтенант, командир взвода батареи 45-мм пушек 1285-го стрелкового полка.
- Усанов, Валентин Александрович, майор, командир 2-го дивизиона 969-го артиллерийского полка.
- Фомичёв, Павел Никитович, старший лейтенант, командир 2-й батареи 969-го артиллерийского полка.
- Целковский, Николай Михайлович, гвардии лейтенант, командир взвода 1285-го стрелкового полка.
- Чернов, Виктор Георгиевич, генерал-майор, командир дивизии.
- Шелест, Василий Митрофанович, майор, командир 1-го стрелкового батальона 1281-го стрелкового полка.
- Шкирёв, Фёдор Александрович, командир отделения миномётной роты 1-го стрелкового батальона 1281-го стрелкового полка.
- Шляхтич, Алексей Константинович, лейтенант, командир взвода 4-й стрелковой роты 1285-го стрелкового полка.
- Шляхтуров, Пётр Петрович, младший сержант, наводчик батареи 120-мм миномётов 1281-го стрелкового полка.

Кавалеры ордена Славы трёх степеней:
- Баев, Владимир Андреевич, младший сержант, командир орудийного расчёта 1283 стрелкового полка. Погиб в бою 12 марта 1945 года.
- Праслов, Пётр Иванович, сержант, помощник командира разведывательного взвода 468 отдельной разведывательной роты.
- Усачёв, Виктор Фёдорович, рядовой, наводчик 45-мм пушки 1281 стрелкового полка.

 Кавалеры ордена Суворова II степени:
- Иванов, Георгий Степанович, полковник, командир дивизии.
- Либерзон, Зиновий Лазаревич, полковник, начальник штаба дивизии.
- Милютин, Николай Ефимович, полковник, заместитель командира дивизии.
- Сметанин, Николай Александрович, гв. подполковник, командующий артиллерией дивизии.

 Кавалеры ордена Кутузова II степени:
- Дрогайцев, Евгений Иванович, полковник, заместитель командира дивизии.
- Либерзон, Зиновий Лазаревич, полковник, начальник штаба дивизии.